# Вете-Манунг
Вете-Манунг, також Ветеману, раніше Гоат-Айленд, Іль-Роше, Іль-де-ла-Шевр або Ла-Шевр — невеликий безлюдний острів у провінції Тафеа Вануату в Тихому океані. Острів Вете Манунг розташований 5.6 км на північний схід від Пуант Бодіруа на північно-східному узбережжі острова Ерроманго та 150 км на південь від Порт-Віла.

## Зовнішні посилання
- Аркуш топографічної карти (Erromango)